# Perissolestes castor
Perissolestes castor är en trollsländeart som först beskrevs av Kennedy 1937.  Perissolestes castor ingår i släktet Perissolestes och familjen Perilestidae. Inga underarter finns listade i Catalogue of Life.